# 썬볼
썬볼(The Sun Bowl)은 1935년부터 미국 남서부 텍사스주 엘패소에서 진행되어 온 칼리지 풋볼 볼게임이다. 슈거볼, 오렌지볼과 함께 로즈볼에 이어 미국에서 두 번째로 오래된 볼 게임이다. 보통 12월 말경에 열리는 텍사스 대학교 엘파소 캠퍼스의 썬볼 경기장에서 경기가 열린다. 2011년부터 ACC(애틀랜틱 코스트 콘퍼런스) 및 팩-12 콘퍼런스(Pac-12 Conference)의 팀이 참가했다.
2019년부터 2022년까지 이 게임은 켈로그 (기업)의 후원을 받았다. 켈로그가 2023년 10월 북미 시리얼 사업부를 분사했을 때 후원은 WK 켈로그로 이전되었다. 이 게임은 공식적으로 켈로그의 프로스트 플레이크 시리얼 마스코트의 이름을 따서 토니 더 타이거 썬볼(Tony the Tiger Sun Bowl)로 알려져 있다. 이전 스폰서로는 존 핸콕 파이낸셜(John Hancock Financial), 노웨스트 코퍼레이션(Norwest Corporation), 웰스 파고, 헬렌 오브 트로이 리미티드(Helen of Troy Limited, Vitalis 및 Brut 브랜드 사용) 및 현대자동차가 있다.